# Dasyomma cinerascens
Dasyomma cinerascens är en tvåvingeart som först beskrevs av Philippi 1865.  Dasyomma cinerascens ingår i släktet Dasyomma och familjen bäckflugor. Inga underarter finns listade i Catalogue of Life.